# 研丘光男
研丘 光男（とぎおか みつお、1960年5月15日 -  ）は、日本の元俳優。広島県出身。ケイエムシネマ企画に所属していた。
体重67kg。大型自動車免許取得。
2015年から 映像コンテンツ権利処理機構 に連絡の取れない権利者として掲載されている 

## 出演作品

### 映画
- 幕末純情伝（1991年）
- 愛の新世界（1994年）
- 生きない（1998年） - 田口 役
- 宣戦布告（2002年）
- いずれの森か青き海（2004年） - マサ 役
- 容疑者 室井慎次（2005年）
- おろち（2008年） - 重役 役

### テレビドラマ
- 大河ドラマ
  - 信長 KING OF ZIPANGU（1992年）
  - 新選組!（2004年） - 番頭 役
- 彼女たちの時代（1999年）
- 火曜サスペンス劇場 事件記者2（1999年）
- 未来戦隊タイムレンジャー（2000年）
- 相棒
  - （2002年） - 刑事 役
  - （2004年） - 受付 役
  - （2004年） - タクシー運転手 役
  - （2007年）
- 放送禁止2（2003年）
- 愛のソレア（2004年）
- 救命病棟24時 3（2005年）